# Pietatem colite
Pietatem colite è una locuzione latina.
La sua traduzione letterale sta per "Praticate la pietà"; non letteralmente, può essere interpretata come: "Onorate la fede" .
Si tratta di una frase tratta da una favola di Fedro, precisamente la Fabula VIII - De oraculo Apollinis.